# Piper rubramentum
Piper rubramentum är en pepparväxtart som beskrevs av C. Dc.. Piper rubramentum ingår i släktet Piper och familjen pepparväxter. Inga underarter finns listade i Catalogue of Life.